# Girls (chanson de Tina Turner)
Pour les articles homonymes, voir Girls.
Singles de Tina Turner
Two People
(1986) What You Get Is What You See
(1987)
Girls est une chanson de Tina Turner sortie en 1986 sur l'album Break Every Rule. Écrite par David Bowie et Erdal Kızılçay, elle est également éditée en 45 tours en Europe la même année. Elle figure sur la version CD de l'album Tina Live in Europe (1988).
Bowie enregistre sa propre version de Girls pendant les séances de son album Never Let Me Down. Elle paraît sur la face B du single Time Will Crawl en 1987. Une version avec des paroles en japonais figure sur certaines éditions de ce single.

## Fiche technique

### Chansons
| 1. | Girls                | David Bowie, Erdal Kızılçay | 4:54 |
| 2. | Take Me to the River | Al Green, Mabon Hodges      | 4:03 |

### Musiciens
- Tina Turner : chant
- Terry Britten : guitare, basse
- Nick Glennie-Smith : claviers
- Phil Collins : batterie
- Gary Kattell : percussions[1]

### Équipe de production
- Terry Britten : producteur
- John Hudson : ingénieur du son[1]

### Classements
| Classement                | Meilleure position |
| ------------------------- | ------------------ |
| Pays-Bas (Single Top 100) | 19                 |